# Zinder
Zinder, chiamata anche Damagaram, è la seconda città del Niger, facente parte del dipartimento di Mirriah e capoluogo della regione omonima.
È situata a circa 650 chilometri ad est della capitale Niamey e 170 chilometri a nord della città nigeriana di Kano.
Prima della conquista francese avvenuta nel 1899, Zinder era la capitale del Sultanato di Damagaram.

## Amministrazione
Amministrativamente la città è suddivisa in cinque comuni urbani:
| Località   | Popolazione (2001) |
| ---------- | ------------------ |
| Zinder I   | 73.310             |
| Zinder II  | 43.505             |
| Zinder III | 38.761             |
| Zinder IV  | 41.440             |
| Zinder V   | 17.929             |